# Кукумбер
Куку́мбер — иллюстрированный литературный журнал для детей младшего и среднего школьного возраста. Выходил с 2000 по 2012 годы. Название «Кукумбер» — транслитерация английского слова cucumber (рус. Огурец). Так же зовут и главного героя одноимённого стихотворения Пола Уэста.

## Общая информация
Литературный журнал для детей 9-14 лет, объёмом 64 полосы. Его авторы — детские писатели и художники Москвы, Санкт-Петербурга, Новосибирска, Казани, Саратова, Орла, Владивостока и многих других городов и стран. На его страницах встречаются имена, знакомые с детства многим поколениям российских читателей и совсем новые, принадлежащие молодым талантливым писателям России и зарубежья.
Идея журнала появилась в 2000 году и принадлежит Виктору Меньшову и Дине Крупской. Главным редактором стал Евгений Александрович — создатель журнала «Наша школа».

## Авторский коллектив
- Главный редактор: Евгений Александрович
- Выпускающий редактор: Дина Крупская
- Заместитель главного редактора: Анна Немальцина
- Главный художник: Анна Куракина, Анастасия Петрова
- Авторы: Марина Бородицкая, Олег Бундур, Дина Бурачевская, Инна Гамазкова, Михаил Яснов, Сергей Белорусец, Артур Гиваргизов, Михаил Грозовский, Ксения Драгунская, Галина Дядина, Борис Заходер, Сергей Козлов, Ирина Краева, Инна Ищук, Елена Ракитина, Кирилл Красник, Григорий Кружков, Михаил Лероев, Анна Матасова, Сергей Махотин, Борис Минаев, Марина Москвина, Андрей Саломатов, Татьяна Сапрыкина, Сергей Седов, Андрей Усачёв, Анна Никольская-Эксели, Леонид Яхнин, Эльдар Ахадов, Наталья Дубина, Евгения Басова, Наталья Волкова — и другие.